# Grande-Saline
Grande-Saline (en criollo haitiano Grann Salin) es una comuna de Haití que está situada en el distrito de Dessalines, del departamento de Artibonito.

## Historia
Pasó a ser comuna en 1876.

## Secciones
Está formado por la sección de:
- Poteneau (que abarca la villa de Grande-Saline)

## Demografía
| Gráfica de evolución demográfica de Grande Saline entre 2009 y 2015 |
|                                                                     |

Los datos demográficos contemplados en este gráfico de la comuna de Grande-Saline son estimaciones que se han cogido de 2009 a 2015 de la página del Instituto Haitiano de Estadística e Informática (IHSI). 